# Нова Вес (Рихнов на Књежној)
Нова Вес (чеш. Nová Ves) је насељено мјесто са административним статусом сеоске општине (чеш. obec) у округу Рихнов на Књежној, у Краловехрадечком крају, Чешка Република.

## Становништво
Према подацима о броју становника из 2014. године насеље је имало 164 становника.